# Монгкут
Монгкут, он же Рама IV правящий титул Пхра Чом Клао Чао Ю Хуа (тайск. พระบาทสมเด็จพระปรเมนทรมหามงกุฎ พระจอมเกล้าเจ้าอยู่หัว) (18 октября 1804 — 15 октября 1868) — четвёртый король Раттанакосина с 1851 по 1868. Из династии Чакри.
За пределами Таиланда он наиболее известен в качестве короля в мюзикле 1951 года и фильме 1956 года «Король и я», основанном на ленте 1946 года «Анна и король Сиама», которая в свою очередь основывалась на романе о пребывании Анны Леонуэнс при его дворе с 1862 по 1867 год.
Во время его правления Таиланд впервые почувствовал давление западного колониализма. Монгкут принял западные инновации и стал инициатором модернизации своей страны, как в области технологий, так и в культуре, за что получил прозвище «Отец науки и техники» в Таиланде.
В Таиланде Рама IV Монгкут почитается как великий король, заложивший основы внешней и внутренней политики, благодаря которой Сиам смог сохранить государственный суверенитет и предотвратить превращение страны в колонию европейских держав. Монгкуту удалось сформировать новую внешнюю политику и начать проведение широких внутренних реформ. Это явилось не главной, но одной из важнейших причин того, что Сиам не стал колонией западных стран.
Также Монгкут был известен тем, что назначил своего брата, принца Чутамани, вторым королём, коронованным в 1851 году под именем Пинклао.

## Биография

### Ранние годы
Монгкут (มงกุฎ, буквальное значение: Корона) был вторым сыном принца Итсарасунтхона (будущий король Рама II), который был сыном первого короля Сиама Буддха Йодфа Чулалоке (Рама I) и принцессы Шри Суриендры. Первый сын умер вскоре после рождения в 1801 году.
Монгкут родился в Старом дворце (Тонбури) в 1804 году. В 1808 году за ним последовал принц Чутамани (เจ้าฟ้า จุฑามณี). В 1809 году принц Итсарасунтхон был коронован как Пхра Буддха Лоетла Нафалай (позже названный королём Рамой II). Королевская семья переехала в Большой дворец. С тех пор, пока братья (เจ้าฟ้า chaofa) не стали королями, их называли Чао Фа Яй (เจ้าฟ้า ใหญ่) и Чао Фа Ной (เจ้าฟ้า น้อย).
После смерти отца в 1824 году был вынужден удалиться в буддийский монастырь, так как его отец не объявил официального преемника, а большинство царедворцев поддержало его старшего брата Чессадабодиндру (Рама III или Рама III Нангклао), который, став королём, принял имя Пра Нангклао.
Во время пребывания в монастыре принц Монгкут изучал европейские и восточные языки, занимался изучением древнеиндийских буддийских текстов. Наблюдая за жизнью в монастыре, пришёл к выводу, что сиамское духовенство утратило ортодоксальную чистоту, и основал новое течение в буддизме Тхеравады — Дхаммают (существует по сей день), правила в котором ближе к ортодоксальному буддизму, нежели обычные практики.

### Монашеская жизнь и секта Тхаммают
В 1824 году Монгкут стал буддийским монахом (имя в рукоположении — Ваджираян; Пали Ваджрая́нано), следуя сиамской традиции, согласно которой мужчины в возрасте 20 лет должны на время становиться монахами. В том же году умер его отец — король Рама II. По традиции, следующим королём должен был быть коронован Монгкут, но дворянство вместо него выбрало старшего, более влиятельного и опытного принца Чессадабодиндру (Нангклао, он же будущий король Рама III), сына королевской наложницы, а не королевы. С целью избежать политических интриг, Монгкут сохранил свой монашеский статус.
Ваджираян стал одним из членов королевской семьи, посвятившим свою жизнь религии. Он путешествовал по стране как монах и видел, как сиамские монахи, которых он встретил, ослабляли правила палийского канона, что считал неподходящим. В 1829 году в Пхетбури он встретил монаха по имени Буддхавангсо, который строго следовал монашеским правилам дисциплины, виная. Ваджираян восхищался Буддхавангсо за его послушание Виная и был вдохновлён на проведение религиозных реформ.
В 1833 году он начал движение за реформы, укрепляющее закон Винаи, которое превратилось в Дхаммаюттика Никая, или секту Тхаммают. Сильной темой движения Монгкута было то, что «…истинный буддизм должен был воздерживаться от мирских дел и ограничиваться духовными и нравственными делами». Монгкут в конечном итоге пришёл к власти в 1851 году, как и его коллеги, у которых была такая же прогрессивная миссия. С этого момента Сиам быстрее перешёл на модернизацию. Ваджираян инициировал два крупных революционных изменения. Во-первых, он боролся за то, чтобы люди приняли современную географию, среди других наук, считающихся «западными». Во-вторых, он стремился реформировать буддизм, и в результате была создана новая секта в сиамском буддизме тхеравады. Обе революции поставили под сомнение чистоту и обоснованность буддийского порядка в том виде, в каком он практиковался в Сиаме в то время.
В 1836 году Ваджираян прибыл в Ват Бовоннивет Вихара, который сейчас является центральным районом Бангкока, но в то время был городом, и стал первым настоятелем. В это время он получил западное образование, изучая латынь, английский язык и астрономию с миссионерами и моряками. Поблизости жил викарий архиепархии Римско-Католической церкви Бангкока Жан-Батист Паллегуа; они стали близкими друзьями, и Ваджираян пригласил Паллегуа проповедовать христианские проповеди в вате. Ваджираян восхищался христианской моралью и достижениями, представленными викарием, но ничего не мог понять из христианской доктрины. Именно тогда он сделал комментарий, который позже приписали ему как царю: «То, что вы учите людей делать, достойно восхищения, но то, чему вы учите их верить, глупо».
Позже король Монгкут станет известен своим превосходным владением английским языком, хотя говорят, что его младший брат, вице-король Пинклао, мог говорить на нём даже лучше. Первый сын и наследник Монгкута, Чулалонгкорн, предоставил секте Тхаммают королевское признание в 1902 году на основании Закона о церковной политике; он стал одной из двух основных буддийских конфессий в современном Таиланде.
Чулалонгкорн также убедил своего брата, принца Ваджирананаварораса вступить в монашеский орден; в 1910 году он стал 10-м Верховным Патриархом Таиланда (до 1921 года).

### Восшествие на престол
После смерти брата в 1851 году принц Монгкут оставляет монастырь и становится новым королём Рамой IV. Во время его правления Сиам проводит политику сближения с европейскими государствами, избегая, тем не менее, колонизации Великобританией или Францией, что стоило королю уступок в торговле и территории.
В 1855 г. Рама IV был вынужден заключить договор с Великобританией, по которому Сиам шёл на значительные уступки, включая право экстерриториальности для британских подданных. В последующие годы, дабы не допустить усиления Великобритании в Сиаме, Рама IV заключает ряд подобных договоров с другими европейскими государствами: в 1856 году с Францией, в 1859 году с Португалией, в 1860 году с Нидерландами, в 1862 году с Пруссией, а в 1868 году и с Бельгией, Италией, Швецией и Норвегией. Таким образом, Монгкуту удалось не поступиться политическим суверенитетом Сиама, ведя тонкую дипломатическую игру на разнице интересов европейских стран в этом регионе. Однако он не смог противостоять нарастающему давлению Франции, и в 1867 году почти вся территория Камбоджи переходит под её протекторат.
В 1868 году, во время экспедиции для наблюдения солнечного затмения, Монгкут заболел малярией и по возвращении в Бангкок скончался.
Некоторые факты из истории и традиций Таиланда, в том числе и биография Рамы IV, стали известны широкой европейской аудитории благодаря роману о жизни Анны Леонуэнс — англичанки, в течение пяти лет преподававшей в открытой Монгкутом дворцовой школе для королевских детей. Книга «Анна и король Сиама», написанная о ней американской писательницей Маргарет Лэндон, легла в основу мюзикла «Король и я», а также нескольких художественных фильмов (в том числе «Король и я» — 1956 (экранизация мюзикла), и «Анна и король» — 1999). Впоследствии многие факты в этой книге были признаны вымыслом, а фильм «Анна и король» до сих пор запрещён к демонстрации в Таиланде, как «порочащий образ короля Монгкута», почитаемого всеми тайцами.

## Комментарии
1. ↑  Полный титул Пхра Бат Сомдет Пхра Пораментрамаха Монгкут Пхра Чом Клао Чао Ю Хуа.